# Carl Exter

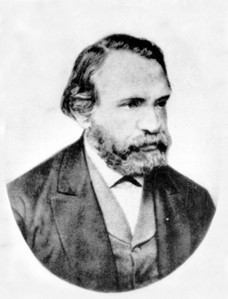
Carl Exter

Carl Exter (* 11. Juni 1816 in Zweibrücken; † 30. Oktober 1870 in München, auch Karl Exter geschrieben) war ein deutscher Eisenbahningenieur und Erfinder.

## Leben
Exter studierte bis 1839 bei Stephenson in Newcastle (England) den Dampfmaschinen- und Lokomotivbau. Im Anschluss an seine Rückkehr nach Deutschland wurde er Maschinenmeister bei der Taunus-Eisenbahn-Gesellschaft. 1842 wechselte er zu den Königlich Bayerischen Staats-Eisenbahnen und wurde dort 1848 zum Obermaschinenmeister ernannt.
Exter konstruierte eine Hebelbremse. Diese ist heute noch als Exterbremse oder Extersche Hebelbremse bekannt und wird zu den Gewichtsbremsen, auch Wurfhebelbremsen, gezählt. Die Exterbremse kam bei Tendern und Dampflokomotiven zum Einsatz. Exter entwickelte auch eine Seilbremse. Eine dampfbetriebene Schiebebühne wurde ebenfalls von ihm konstruiert.

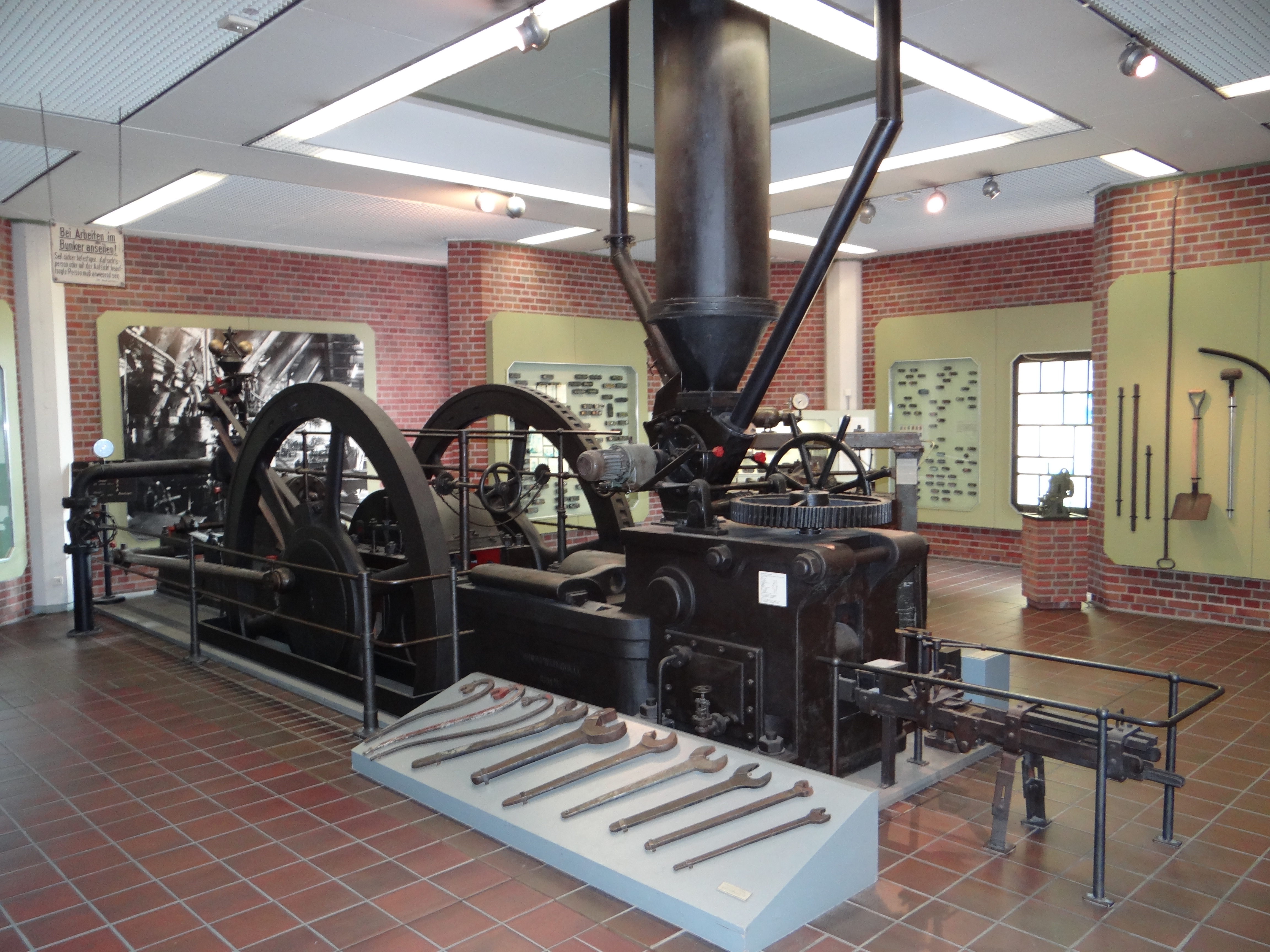
Exterpresse im Bergbaumuseum Bochum

Exter gilt auch als Erfinder der Brikettpresse. Er beschäftigte sich damit, Presstorf zu erzeugen, um diesen als Brennstoff in der Lokomotivfeuerung anzuwenden. Im Jahre 1855 meldete er, nach mehrjähriger Entwicklungsarbeit, eine Strangpresse zum Patent an. Diese hatte er aus einer Presse für Ziegelsteine umkonstruiert. Die Presse wurde zunächst zum Pressen von Torf und später erfolgreich zur Herstellung von Briketts aus Rohbraunkohle verwendet. Erstmals kam sie 1858 in der Brikettfabrik von der Heydt in Ammendorf bei Halle und ab 1876 in der Brikettfabrik Roddergrube im Rheinischen Braunkohlerevier zum Einsatz. Die dampfbetriebene Presse von Exter verhalf dem Kohlebrikett zum Durchbruch. Es wurde als hochwertiger Haus- und Industriebrennstoff eingesetzt und war Grundstoff für die chemische Industrie.